# 1649 Fabre
1649 Fabre este un asteroid din centura principală, descoperit pe 27 februarie 1951, de Louis Boyer.